# انارک پایین
انارک پایین، روستایی در دهستان زیارت بخش مرکزی شهرستان گنبکی در استان کرمان ایران است.

## جمعیت
بر پایه سرشماری عمومی نفوس و مسکن در سال ۱۳۹۵، جمعیت این روستا برابر با ۱۵۸ نفر (۵۶ خانوار) بوده است.